# Улица Шота Руставели (Киев)
У́лица Шота́ Руставе́ли (укр. ву́лиця Шота́ Руставе́лі) — улица в Печерском районе города Киева, местности Бессарабка, Новое Строение. Пролегает от Бассейной до Жилянской улицы.

## История
Возникла в 1830-х годах в связи с распланировкой и застройкой местности в долине реки Лыбедь, эта местность со временем получит название Новое Строение.
Возникла под названием Малая Васильковская (проложена параллельно Большой Васильковской улице), В течение 1926-1937 годов — улица Борохова. Современное название получила в 1937 году в честь средневекового грузинского поэта Шота Руставели.
В конце 1970-х годов в связи с подготовкой к Олимпийских игр 1980 года было снесено несколько старых домов в конечной части улицы.

## Историческая застройка улицы
Существующая историческая застройка выполнена в последней трети XIX — в начале XX века. Доминируют 4—6-этажные жилые и доходные дома, преимущественно в стиле модерн и неоренессанс.
- № 4 — жилой дом; граница XIX—XX вв.;
- № 8 — жилой дом; граница XIX—XX вв.;
- № 9 — жилой дом; 1902—1903, европейский модерн;
- № 12 — жилой дом; 1902—1903, арх. В. Николаев, неоренессанс;
- № 13 — центральная синагога Бродского, 1896—1898, арх. Г. Шлейфер, историзм;
- № 15 — жилой дом; граница XIX—XX вв.;
- № 18-б — жилой флигель; нач. XX в.;
- № 19 — бывший молельный иудейский дом, 1898—1899, арх. В. Николаев, перестроен в 1958 г. в кинотеатр;
- № 20 — жилой дом, 1910, историзм с чертами классицизма и модерну;
- № 21 — жилой флигель; нач. XX в.;
- № 22 — жилой дом, 1896—1997, арх. А.-Ф. Краусс, неоренессанс;

а также № 23, 24, 27, 29, 30, 31, 32, 34, 36, 37 (перестроено), 38, 40/10, 42/13 (сооружены в 2-й половине XIX — в начале XX в.

## Учреждения
- № 3 — Государственный комитет статистики Украины
- № 6 — Детский сад № 377
- № 9 — Государственный комитет лесного хозяйства Украины;
- № 13 — Центральная синагога Бродского
- № 19 — Кинотеатр «Кинопанорама»
- № 25 — почтовое отделение № 19
- № 37 — лицей № 79
- № 46 — Киевский естественно-научный лицей № 145
- № 47 школа № 78
- Парк Шота Руставели

## Изображения

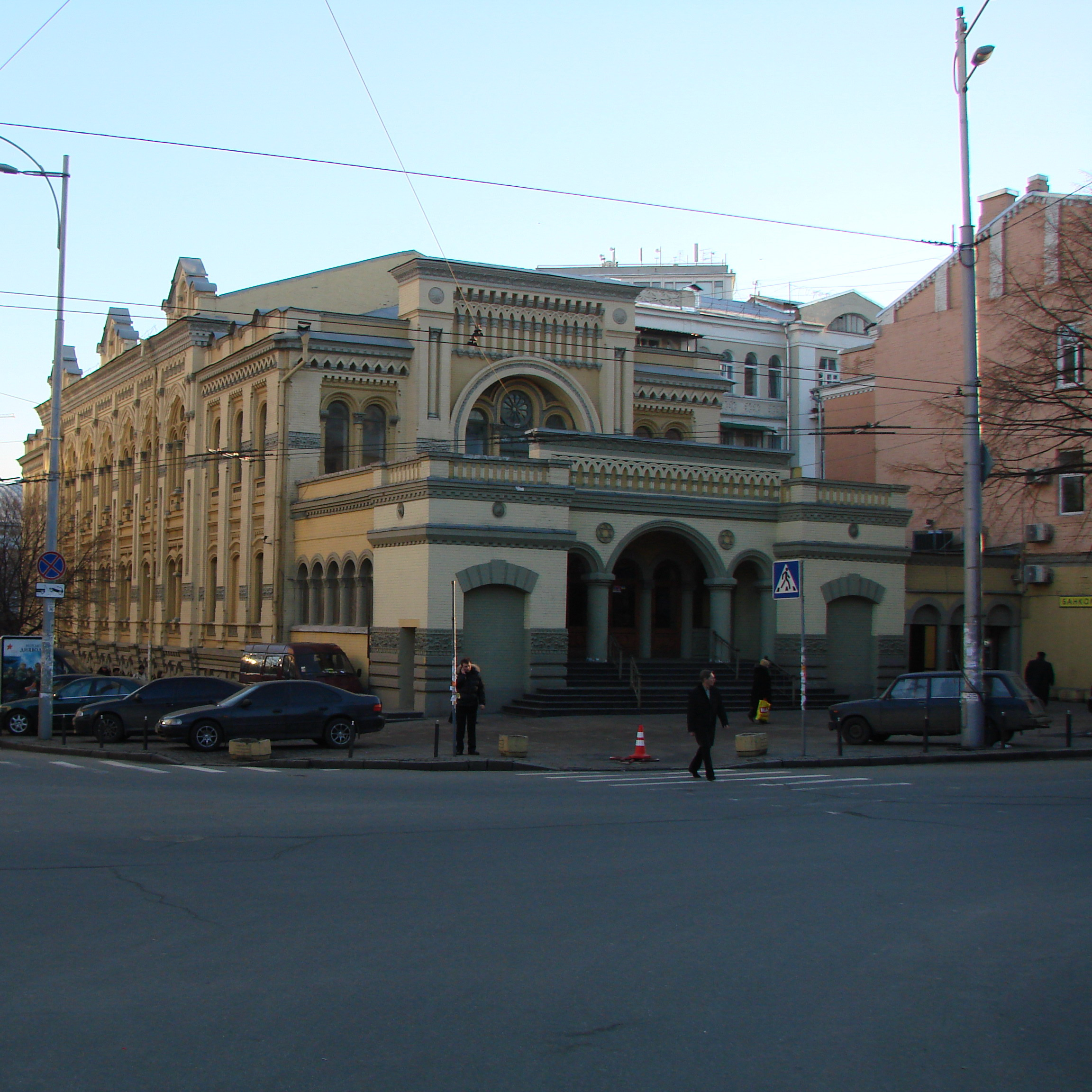
Синагога Бродского, ул. Шота Руставели, 13 (февраль 2009 года)
Памятник Шота Руставели в парке Шота Руставели на пересечении улиц Шота Руставели и Саксаганского
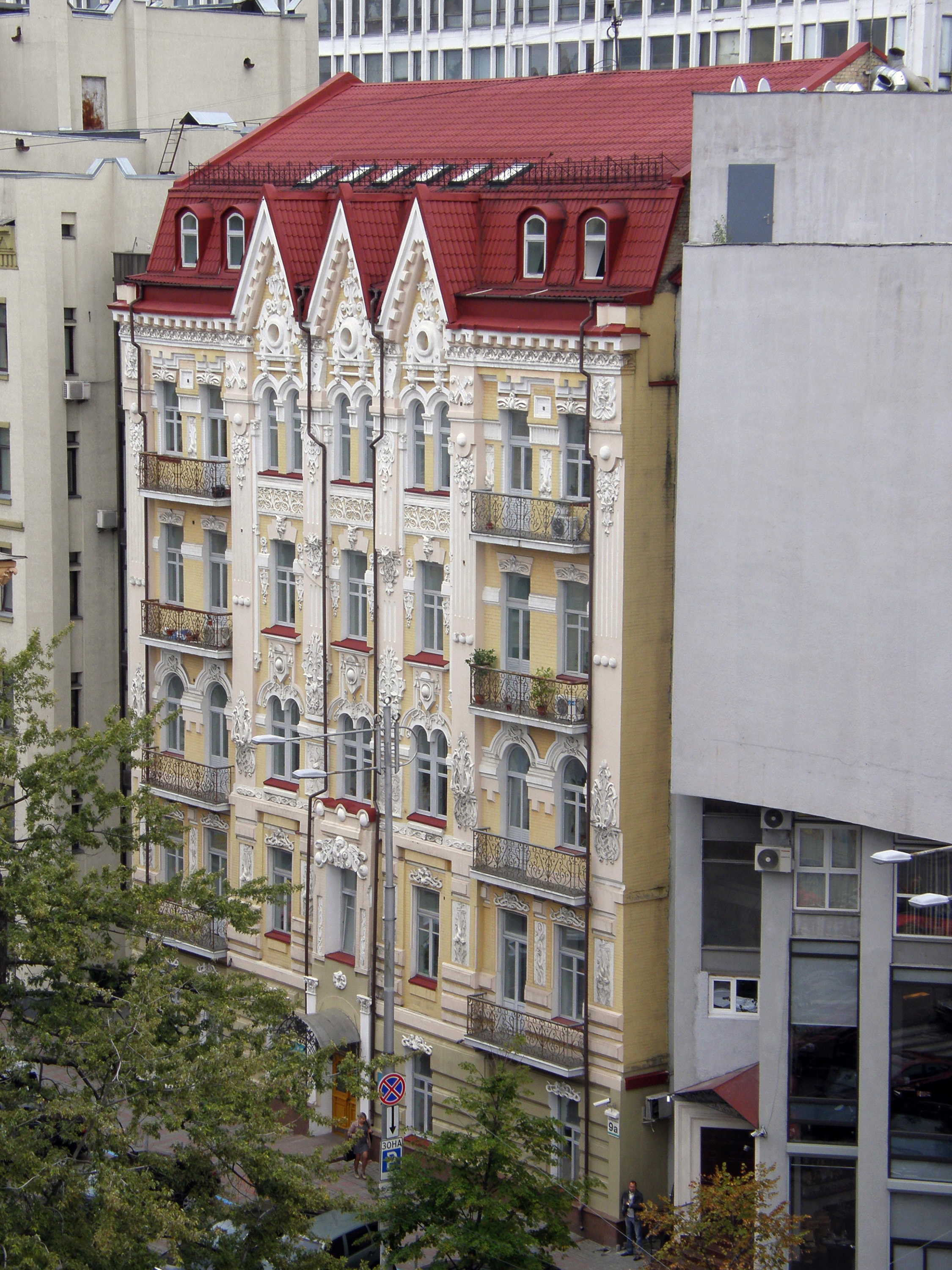
№ 9а